# Крымский литературно-художественный мемориальный музей-заповедник
Крымский литературно-художественный мемориальный музей-заповедник — музей-заповедник, включающий четыре музея в Ялте и Гурзуфе.

## История
Музей-заповедник создан в 2016 году на основе ранее существовавших учреждений ГБУ РК «Дом-музей А. П. Чехова в Ялте» (в своём составе имевший отделы «Дача А. П. Чехова и О. Л. Книппер в Гурзуфе» и «Чехов и Крым» на даче Омюр) и ГБУ РК «Музей А. С. Пушкина в Гурзуфе».
Сейчас включает в себя четыре музея с общим музейным фондом более 30 тысяч единиц хранения, ялтинский дом А. П. Чехова, Дачу А. П. Чехова в Гурзуфе, Дом А.-Э. Ришельё.

## Объекты музея-заповедника
| Фото | Название                                    | Адрес                                           | Координаты                      | Источники   |
|      | Дом-музей А. П. Чехова в Ялте               | г. Ялта, ул. Кирова, 112                        | 44°29′28″ с. ш. 34°08′29″ в. д. | [ 1 ] [ 1 ] |
|      | Дача А. П. Чехова и О. Л. Книппер в Гурзуфе | пгт Гурзуф, ул. Чехова, 22                      | 44°32′32″ с. ш. 34°16′54″ в. д. | [ 2 ]       |
|      | Музей А. С. Пушкина в Гурзуфе               | пгт Гурзуф, ул. Набережная им. А. С. Пушкина, 3 | 44°32′24″ с. ш. 34°16′29″ в. д. | [ 3 ] [ 4 ] |
|      | «Чехов и Крым» на даче Омюр                 | г. Ялта, ул. Кирова, 32                         | 44°29′36″ с. ш. 34°09′25″ в. д. | [ 5 ]       |